# Stortimjan
Stortimjan (Thymus pulegioides) är en växtart inom familjen kransblommiga växter.